# سویا ۳۲۹
سیارک ۳۲۹ (به انگلیسی: 329 Svea) سیصد و بیست و نهمین سیارک کشف شده‌است که در ۲۱ مارس ۱۸۹۲ و در هایدلبرگ کشف شد.
قدر مطلق سیارک برابر ۹٫۶۶ است.